# اندو کینسوکه
اِندُو کینسوکه (به ژاپنی: 遠藤 謹助 Endō Kinsuke); ۳۱ مارس ۱۸۳۶ – ۱۳ سپتامبر ۱۸۹۳) سامورایی اهل هاگی در قلمروی چوشو (امروزه استان یاماگوچی در ژاپن بود. پس از اصلاحات میجی وی به عنوان رئیس ضرابخانه در اوساکا از ۱۸۸۱–۱۸۸۳ مشغول به کار بود.